# Stretto di Cook

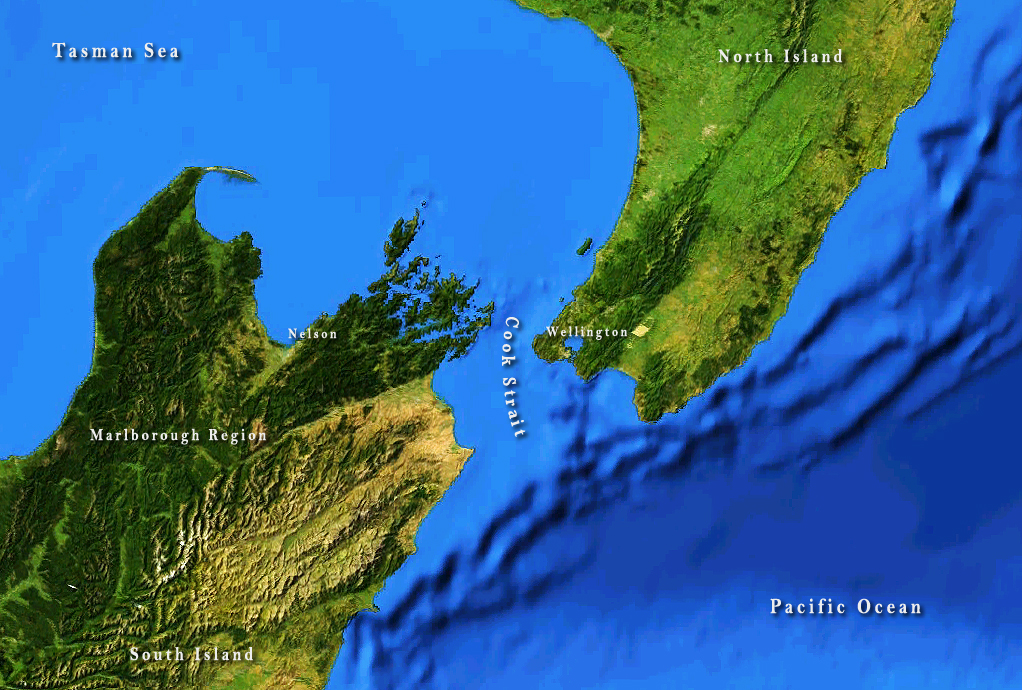

Lo stretto di Cook (in māori: Raukawa Moana) è un braccio di mare che divide le due isole principali dalle quali è composta la Nuova Zelanda, l'Isola del Nord e l'Isola del Sud. 
La traversata è possibile grazie ad un efficiente sistema di traghetti (l'Interislander) e richiede circa 3 ore per andare da Wellington a Picton o viceversa.
Le acque dello stretto possono essere molto agitate, anche durante l'estate e i periodi di clima favorevole; comunque non è difficile trovarle calme.